# Jonathan Robijn
Jonathan Robijn (geboren 1970 in Gent) ist ein belgischer Schriftsteller.

## Leben
Jonathan Robijn studierte Soziologie und Psychologie und arbeitete von 2003 bis 2011 vor Ort für die Hilfsorganisation Ärzte ohne Grenzen. Robijn schreibt Kurzgeschichten und Romane; sein Debüt De stad en de tijd war 2013 für den Gouden Boukenuil nominiert.

## Werke
- De stad en de tijd. De Bezige Bij, Amsterdam 2013
- Het concours. De Bezige Bij, Amsterdam 2013
- Congo blues : roman. Cossee, Amsterdam 2017
  - Kongo Blues : Kriminalroman. Übers. aus dem Flämischen Jan-Frederik Bandel. Nautilus, Hamburg 2019, ISBN 978-3-96054-186-8
    - ausf. Rezension v. Till Schmidt: Kinder des Kolonialismus, in Dschungel, Beil. zu jungle world, 28, 11. Juli 2019, S. 13f. (auch online)